# Mila e Shiro - Due cuori nella pallavolo/Lovely Sara
Mila e Shiro - Due cuori nella pallavolo/Lovely Sara è il ventitreesimo singolo della cantante italiana Cristina D'Avena, pubblicato nel 1986 e distribuito da C.G.D. Messaggerie Musicali S.p.A.

## I brani
Mila e Shiro - Due cuori nella pallavolo è un brano musicale inciso da Cristina D'Avena, scritto da Alessandra Valeri Manera su musica e arrangiamento di Carmelo Carucci e sigla dell'anime omonimo. La canzone è stata adattata nel 1987 in lingua francese e cantata ancora una volta dall'artista ma, nonostante fosse destinata ad essere la sigla anche per la trasmissione francese, venne sostituita da una versione cantata da una madrelingua francese, rimanendo così inedita sia per la trasmissione televisiva che per la pubblicazione per il mercato discografico.
La canzone è stata anche adattata in spagnolo e tedesco, rispettivamente Dos fuera de serie e Mila superstar. In Cristina D'Avena e i tuoi amici in TV 6 oltre alla versione cantata, è stata pubblicata anche la base musicale con coro, mentre sul lato B del 45 giri francese è incisa la versione strumentale.
La canzone negli anni è stata remixata due volte, prima nel 1996 e successivamente nel 2004. Nel 2010 è stata inoltre inclusa all'interno di un medley dell'artista.
Durante le ospitate a Colorado del 2016, Cristina D'Avena ha cantato diversi suoi pezzi uniti ad altre canzoni italiane o del panorama internazionale, per quanto riguarda Mila e Shiro - Due cuori nella pallavolo è stata cantata con Another One Bites the Dust dei Queen.
Nel 2017 il brano è stato nuovamente arrangiato e nuovamente interpretato dall'artista in duetto con Annalisa come settimo brano del disco Duets - Tutti cantano Cristina.
Lovely Sara è un brano musicale la cui musica è scritta da Giordano Bruno Martelli e i testi da Alessandra Valeri Manera e sigla dell'anime omonimo. Il brano fu adattato in francese nel 1987 e cantato dall'artista con il titolo Princesse Sarah.
Il singolo riuscì a toccare la quarantaquattresima posizione dei singoli più venduti.

## Tracce
- LP: FM 13115

Lato A
Testi di Alessandra Valeri Manera, musiche di Carmelo Carucci; edizioni musicali Canale 5 Music.
1. Cristina D'Avena – Mila e Shiro - Due cuori nella pallavolo – 2:58

Lato B
Testi di Alessandra Valeri Manera, musiche di Giordano Bruno Martelli; edizioni musicali Canale 5 Music.
1. Cristina D'Avena – Lovely Sara – 3:10

## Produzione
- Alessandra Valeri Manera – Produzione artistica e discografica
- Direzione Creativa e Coordinamento Immagine Mediaset – Grafica

## Produzione e formazione dei brani

### Mila e Shiro - Due cuori nella pallavolo
- Carmelo Carucci – arrangiamento, tastiere
- Piero Cairo – sintetizzatore
- Giorgio Cocilovo – chitarre
- Paolo Donnarumma – basso
- Flaviano Cuffari – batteria
- I Piccoli Cantori di Milano – cori
- Niny Comolli – direzione cori
- Laura Marcora – direzione cori

#### Mila e Shiro - Due cuori nella pallavolo (Remix 1996)
- Euroline Music – Produzione per RTI S.p.A.
- Giovanni Bianchi – arrangiamento
- Franco Vavassori – Arrangiamento
- Silvano Ghioldo – Arrangiamento
- Ugo Bolzoni – Mixaggio allo Studio Music Store, Bergamo

#### Mila e Shiro - Due cuori nella pallavolo (Remix 2004)
- Factory Team – Produzione
- Fabio Turatti – Produzione e registrazione voce al Factory Sound Studios, Verona
- Giovanni Dimartino – Mixaggio al Factory Sound Studios, Verona

#### Mila e Shiro - Due cuori nella pallavolo (Another One Bites the Dust Mash-Up)
- Rocco Tanica – adattamento testi
- Diego Maggi – arrangiamento
- Andrea Pellegrini – fonico

#### Mila e Shiro - Due cuori nella pallavolo (Versione 2017)
- Marco Barusso – Mixaggio al BRX Studio, Milano
- Luca Mattioni – produzione, arrangiamento, tastiere, pianoforte e programmazioni
- Francesco Ambrosini – tastiere addizionali, cori, registrazione base e voci Annalisa allo Stripe Studio, Milano
- Luca Mezzadra – Registrazione voci Cristina al Massive Arts Studio, Milano
- Luca Meneghello – chitarre
- Marco Mangelli – basso
- Enrico "Ninja" Matta – batteria

### Lovely Sara
- Giordano Bruno Martelli – Produzione e arrangiamento
- Tonino Paolillo – Registrazione e mixaggio al Mondial Sound Studio, Milano
- Orchestra di Giordano Bruno Martelli – Esecuzione brano
- I Piccoli Cantori di Milano – Cori
- Niny Comolli – Direzione cori
- Laura Marcora – Direzione cori

## Pubblicazioni all'interno di album, raccolte e singoli
Mila e Shiro - Due cuori nella pallavolo e Lovely Sara sono state pubblicate in diversi album e raccolte della cantante:
| Anno | Album o singolo                                                                 | Titolo                                                                            | Versione                                            |
| ---- | ------------------------------------------------------------------------------- | --------------------------------------------------------------------------------- | --------------------------------------------------- |
| 1986 | Fivelandia 4                                                                    | Mila e Shiro - Due cuori nella pallavolo                                          | Versione originale                                  |
| 1986 | Fivelandia 4                                                                    | Lovely Sara                                                                       | Versione originale                                  |
| 1987 | Cristina D'Avena con i tuoi amici in TV                                         | Mila e Shiro - Due cuori nella pallavolo                                          | Versione originale                                  |
| 1987 | Fivelandia Collection                                                           | Lovely Sara                                                                       | Versione originale                                  |
| 1987 | Fivelandia TV                                                                   | Mila e Shiro - Due cuori nella pallavolo                                          | Videoclip utilizzato per la trasmissione televisiva |
| 1987 | –                                                                               | Jeanne et Serge                                                                   | –                                                   |
| 1989 | Cristina D'Avena e i tuoi amici in TV 3                                         | Mila e Shiro - Due cuori nella pallavolo                                          | Versione originale                                  |
| 1990 | Cristina D'Avena e i tuoi amici in TV 4                                         | Lovely Sara                                                                       | Versione originale                                  |
| 1991 | Fivelandia TV                                                                   | Mila e Shiro - Due cuori nella pallavolo                                          | Videoclip utilizzato per la trasmissione televisiva |
| 1993 | Cristina D'Avena e i tuoi amici in TV 6                                         | Mila e Shiro - Due cuori nella pallavolo                                          | Versione originale                                  |
| 1993 | Cristina D'Avena e i tuoi amici in TV 6                                         | Mila e Shiro - Due cuori nella pallavolo                                          | Base musicale con coro                              |
| 1993 | Cantiamo con Cristina - Per crescere insieme                                    | Mila e Shiro - Due cuori nella pallavolo                                          | Videoclip utilizzato per la trasmissione televisiva |
| 1996 | Cristina D'Avena Dance                                                          | Mila e Shiro - Due cuori nella pallavolo                                          | Versione Remix 1996                                 |
| 1997 | Cristina D'Avena Baby Mix                                                       | Mila e Shiro - Due cuori nella pallavolo                                          | Versione Remix 1996                                 |
| 1997 | Le fiabe più belle                                                              | Lovely Sara                                                                       | Versione originale                                  |
| 1999 | Siamo tutti campioni                                                            | Mila e Shiro - Due cuori nella pallavolo                                          | Versione originale                                  |
| 2001 | Cristina D'Avena e i tuoi amici in TV 14                                        | Mila e Shiro - Due cuori nella pallavolo                                          | Versione originale                                  |
| 2002 | Le canzoni più belle                                                            | Mila e Shiro - Due cuori nella pallavolo                                          | Versione originale                                  |
| 2002 | Greatest Hits                                                                   | Mila e Shiro - Due cuori nella pallavolo                                          | Versione originale                                  |
| 2003 | Greatest Hits - Volume 1                                                        | Mila e Shiro - Due cuori nella pallavolo                                          | Versione originale                                  |
| 2004 | Cartoon Story                                                                   | Mila e Shiro - Due cuori nella pallavolo                                          | Versione originale                                  |
| 2004 | Fivelandia 22                                                                   | Lovely Sara                                                                       | Versione originale                                  |
| 2004 | Cartuno - Parte 4                                                               | Mila e Shiro - Due cuori nella pallavolo                                          | Versione Remix 2004                                 |
| 2005 | Cartoonlandia Girls                                                             | Mila e Shiro - Due cuori nella pallavolo                                          | Versione originale                                  |
| 2006 | Fivelandia 3 & 4                                                                | Mila e Shiro - Due cuori nella pallavolo                                          | Versione originale                                  |
| 2006 | Fivelandia 3 & 4                                                                | Lovely Sara                                                                       | Versione originale                                  |
| 2006 | Cristina D'Avena Baby Mix                                                       | Mila e Shiro - Due cuori nella pallavolo                                          | Versione Remix 1996                                 |
| 2006 | Fivelandia 4                                                                    | Mila e Shiro - Due cuori nella pallavolo                                          | Versione originale                                  |
| 2006 | Fivelandia 4                                                                    | Lovely Sara                                                                       | Versione originale                                  |
| 2006 | Cartoonlandia Boys&Girls Story                                                  | Mila e Shiro - Due cuori nella pallavolo                                          | Versione originale                                  |
| 2009 | Cartoonlandia - Basi musicali                                                   | Mila e Shiro - Due cuori nella pallavolo                                          | Base musicale con coro                              |
| 2009 | Cristina for You                                                                | Mila e Shiro - Due cuori nella pallavolo                                          | Versione originale                                  |
| 2010 | Matricole & Meteore - La compilation                                            | Medley M&M: Kiss Me Licia/Mila e Shiro - Due cuori nella pallavolo/Occhi di Gatto | Versione Medley Matricole & Meteore                 |
| 2011 | Cristina for You                                                                | Mila e Shiro - Due cuori nella pallavolo                                          | Versione originale                                  |
| 2011 | Cartoonlandia Story '80-'90                                                     | Mila e Shiro - Due cuori nella pallavolo                                          | Versione originale                                  |
| 2011 | Il meglio di Cristina D'Avena                                                   | Mila e Shiro 2 cuori nella pallavolo                                              | Versione originale                                  |
| 2011 | Balla e canta con Nonna Pina                                                    | Mila e Shiro 2 cuori nella pallavolo                                              | Versione Remix 2004                                 |
| 2011 | Mila e Shiro - il sogno continua                                                | Mila e Shiro - Due cuori nella pallavolo                                          | Versione originale                                  |
| 2012 | Bim Bum Bam Compilation                                                         | Mila e Shiro 2 cuori nella pallavolo                                              | Versione originale                                  |
| 2012 | Il valzer del moscerino presenta - Cartuno Remix                                | Mila e Shiro 2 cuori nella pallavolo                                              | Versione Remix 2004                                 |
| 2012 | 30 e poi... - Parte prima                                                       | Mila e Shiro - Due cuori nella pallavolo                                          | Versione originale                                  |
| 2012 | 30 e poi... - Parte prima                                                       | Lovely Sara                                                                       | Versione originale                                  |
| 2013 | Cartoon in Love                                                                 | Mila e Shiro - Due cuori nella pallavolo                                          | Versione originale                                  |
| 2013 | 30 e poi... - Parte seconda                                                     | Mila e Shiro - Due cuori nella pallavolo                                          | Base musicale strumentale                           |
| 2013 | 30 e poi... - Parte seconda                                                     | Princesse Sarah                                                                   | Versione originale francese                         |
| 2015 | Fivelandia Story                                                                | Mila e Shiro 2 cuori nella pallavolo                                              | Versione originale                                  |
| 2016 | #le sigle più belle                                                             | Mila e Shiro 2 cuori nella pallavolo                                              | Versione originale                                  |
| 2016 | –                                                                               | Mila e Shiro - Due cuori nella pallavolo (Another One Bites the Dust Mash-Up)     | –                                                   |
| 2017 | I grandi classici - Le sigle storiche dei cartoni di Canale 5, Italia 1, Rete 4 | Mila e Shiro - Due cuori nella pallavolo                                          | Versione originale                                  |
| 2017 | Duets - Tutti cantano Cristina                                                  | Mila e Shiro - Due cuori nella pallavolo                                          | Versione 2017 in duetto con Annalisa                |
| 2018 | #le sigle più belle - Volume 1                                                  | Mila e Shiro 2 cuori nella pallavolo                                              | Versione originale                                  |
| 2018 | Le più belle sigle TV di Bim Bum Bam                                            | Mila e Shiro 2 cuori nella pallavolo                                              | Versione originale                                  |
| 2018 | Duets + Duets Forever – Tutti cantano Cristina                                  | Mila e Shiro - Due cuori nella pallavolo                                          | Versione 2017 in duetto con Annalisa                |
| 2018 | Fivelandia Reloaded - Volume 4                                                  | Mila e Shiro - Due cuori nella pallavolo                                          | Versione originale                                  |
| 2018 | Fivelandia Reloaded - Volume 4                                                  | Lovely Sara                                                                       | Versione originale                                  |